# Pyrinia grata
Pyrinia grata är en fjärilsart som beskrevs av Walker 1860. Pyrinia grata ingår i släktet Pyrinia och familjen mätare. Inga underarter finns listade.